# Empis sericans
Empis sericans är en tvåvingeart som beskrevs av Brulle 1833. Empis sericans ingår i släktet Empis och familjen dansflugor. Inga underarter finns listade i Catalogue of Life.